# La Jeune Fille la plus méritante de France
Pour plus de détails, voir Fiche technique et Distribution.
La Jeune Fille la plus méritante de France est un film muet français réalisé par Germaine Dulac, sorti en 1918.

## Synopsis
« Sous une forme attrayante, les multiples emplois que peut remplir dans la vie une jeune fille réduite à ses seuls moyens. »

## Fiche technique
- Titre : La Jeune Fille la plus méritante de France
- Réalisation : Germaine Dulac
- Scénario :
- Société de production :
- Société de distribution :
- Pays d'origine :  France
- Format : Noir et blanc — 35 mm — 1,33:1 — Muet
- Genre : Film dramatique, Film de guerre
- Dates de sortie : 
  -     -  France : 1918

## Distribution
- Musidora : La marchande des quatre-saisons
- Marthe Régnier
- Denise Lorys
- Suzanne Bianchetti
- Denise Legeay
- Gina Palerme